# NGC 3309
NGC 3309 (również PGC 31466) – galaktyka eliptyczna (E3), znajdująca się w gwiazdozbiorze Hydry. Została odkryta 24 marca 1835 roku przez Johna Herschela. Galaktyka ta należy do Gromady w Hydrze.